# 닛산 노트
닛산 노트는 일본의 자동차 제조사인 닛산자동차에서 2005년부터 제작 및 판매하는 소형차이다.

## 1세대

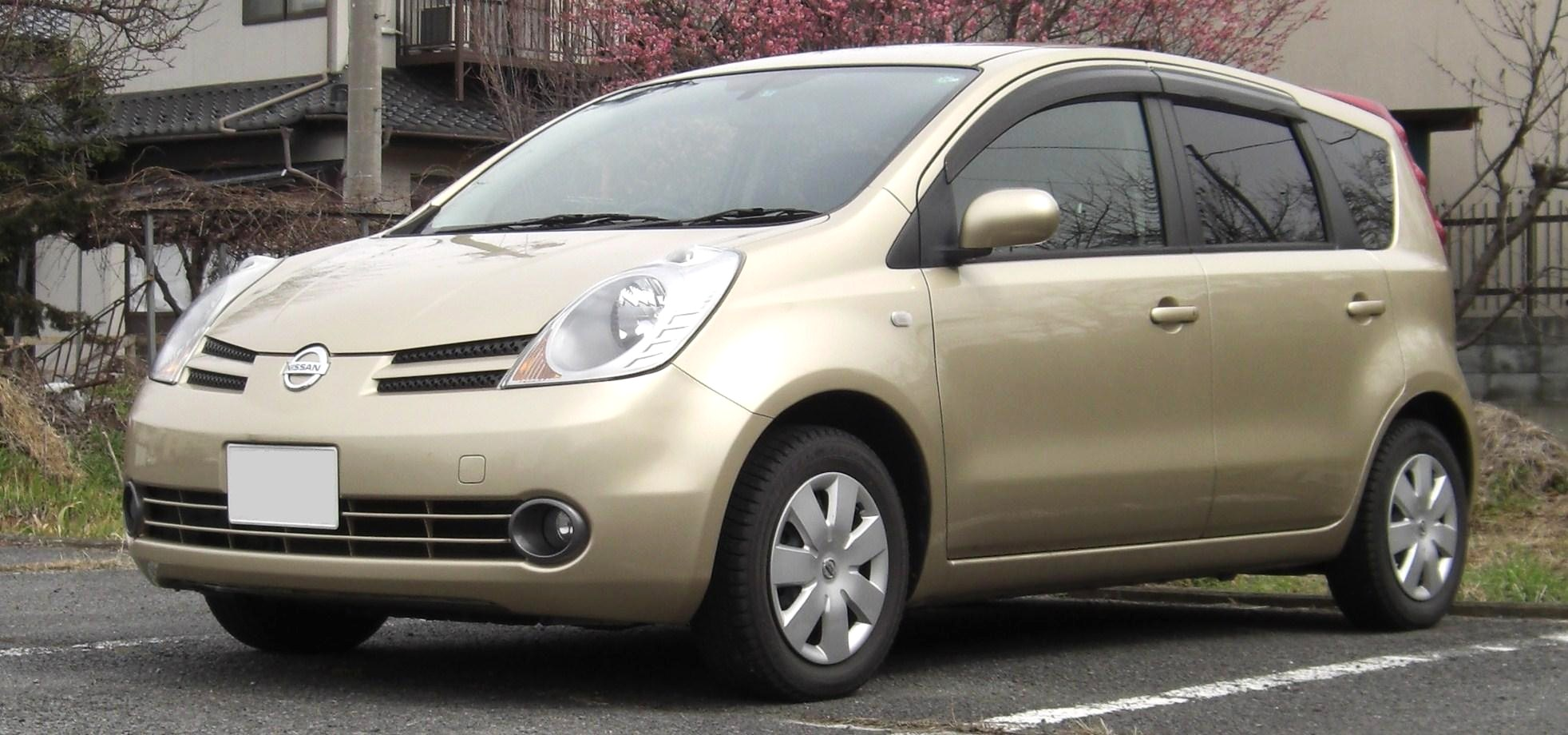
노트 전기형 전면부

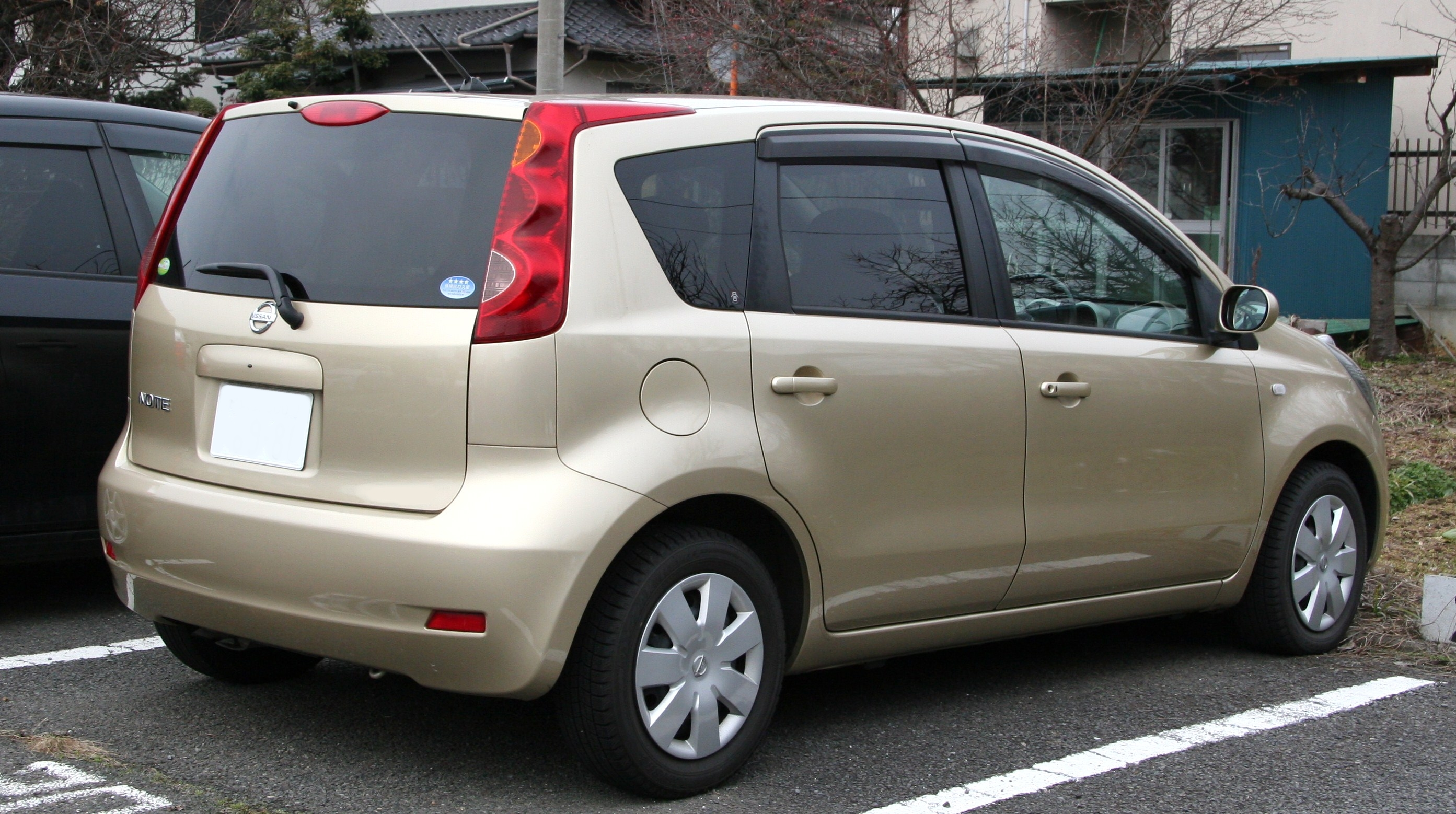
노트 전기형 후면부

본래 2004년에 출시하려 했지만 양산형 모델의 프로토타입의 제작이 늦어져 목업 버전만 공개되었고, 컨셉트카 모델인 톤즈가 함께 공개되었다. 2005년 1월 20일에 출시가 진행되었으며, 9월에는 프랑크푸르트 모터쇼에도 공개되었다. 그리고 동년 10월에 개최된 도쿄 모터쇼에서는 아디다스와 콜라보레이션한 쇼카를 선보였고, 굿 디자인 상을 수상하였다. 2006년 1월에는 영국 선덜랜드에서 생산이 시작되었다. 2008년 1월 9일에는 부분변경을 단행하였고, 2012년에 2세대 모델이 출시되면서 단종되었다.

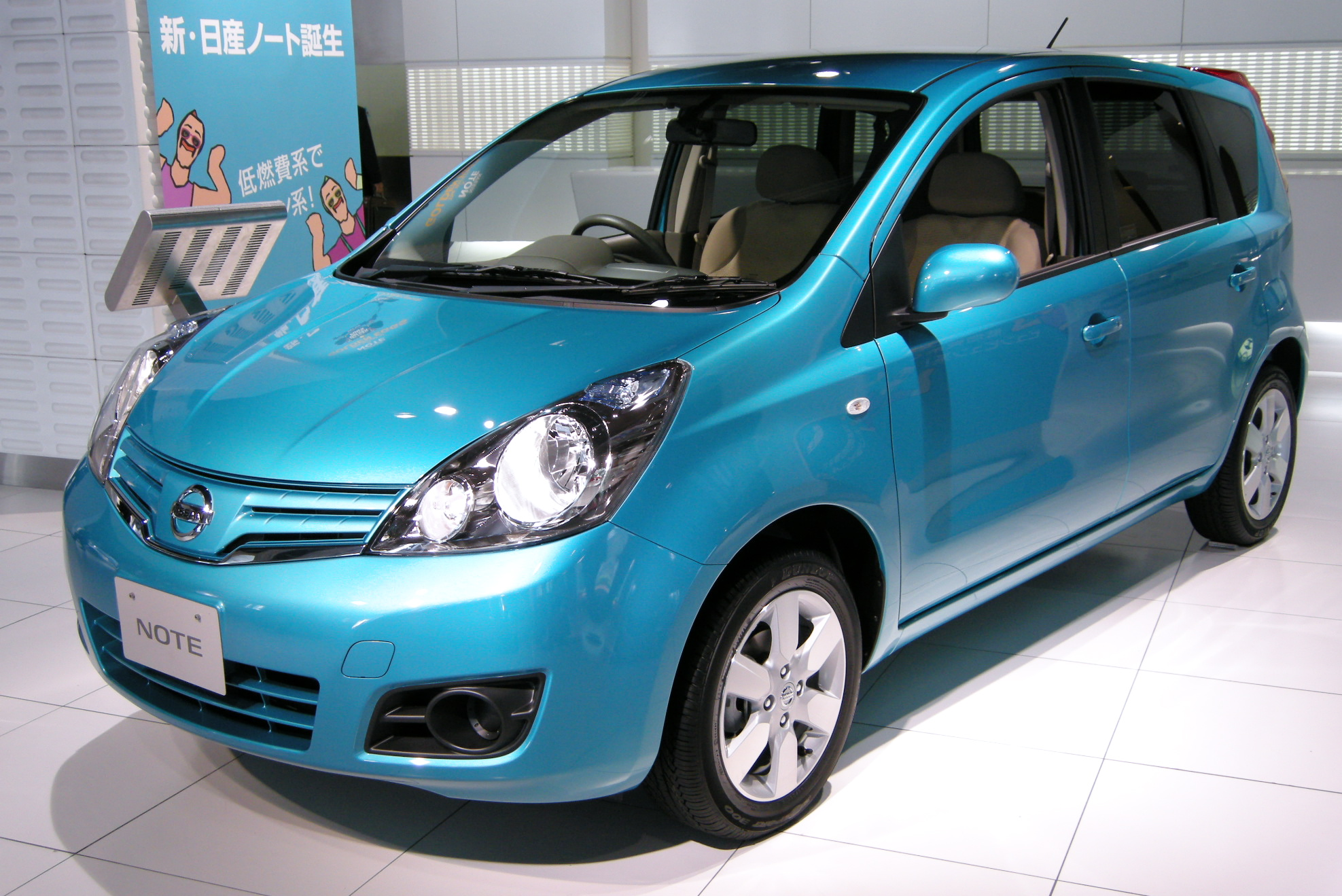
노트 후기형 전면부
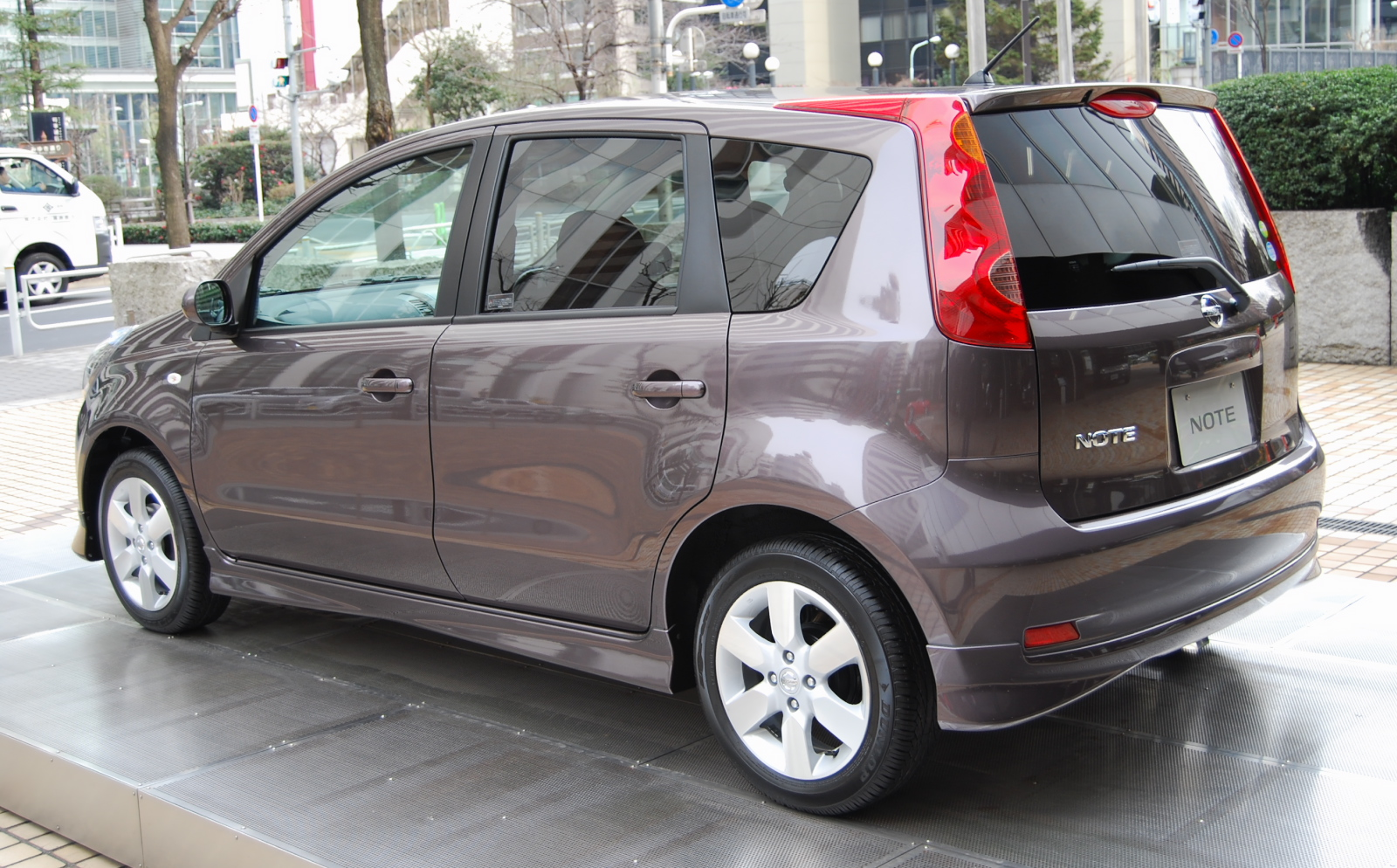
노트 후기형 후면부

## 2세대

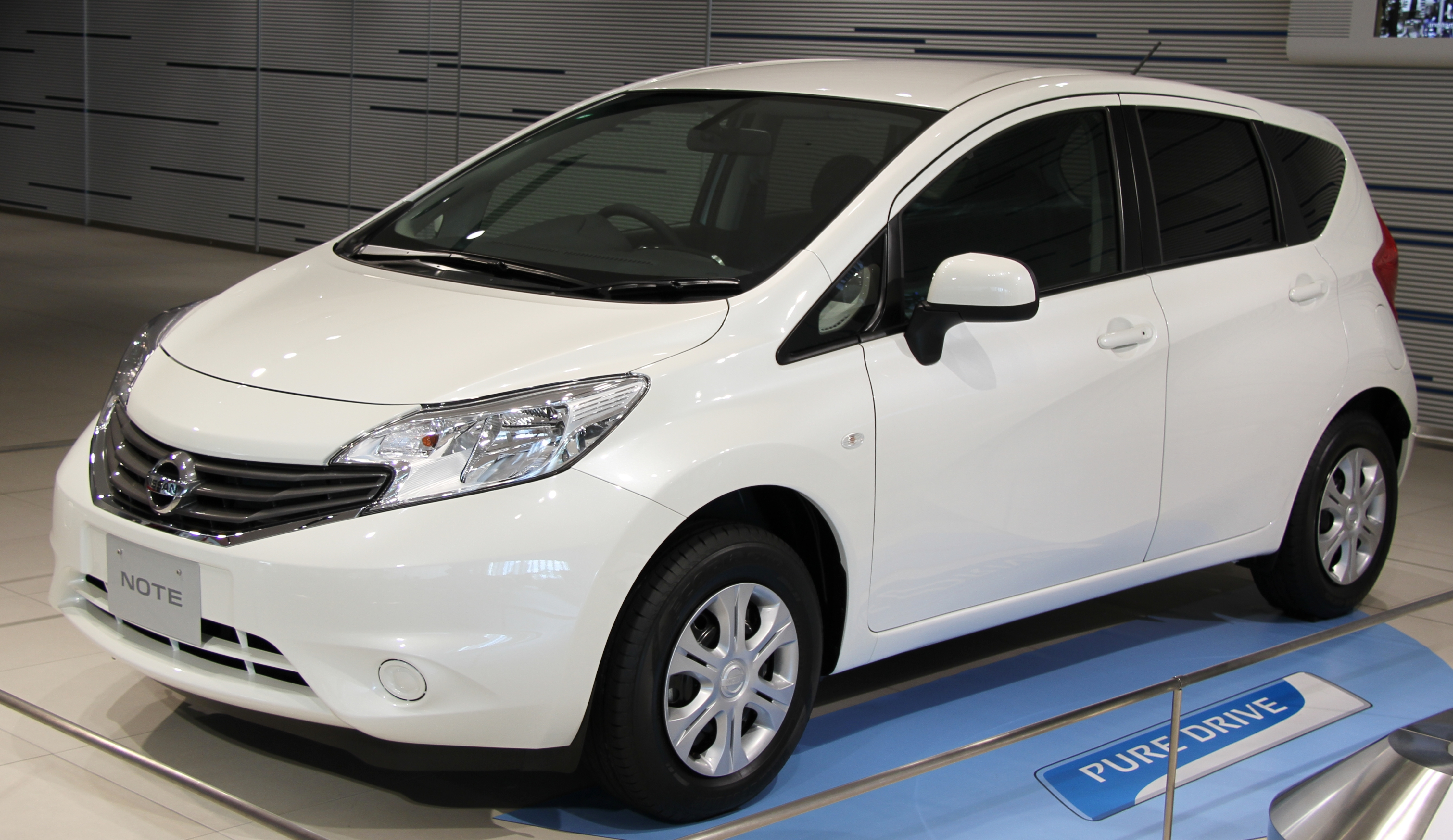
노트 전기형 전면부

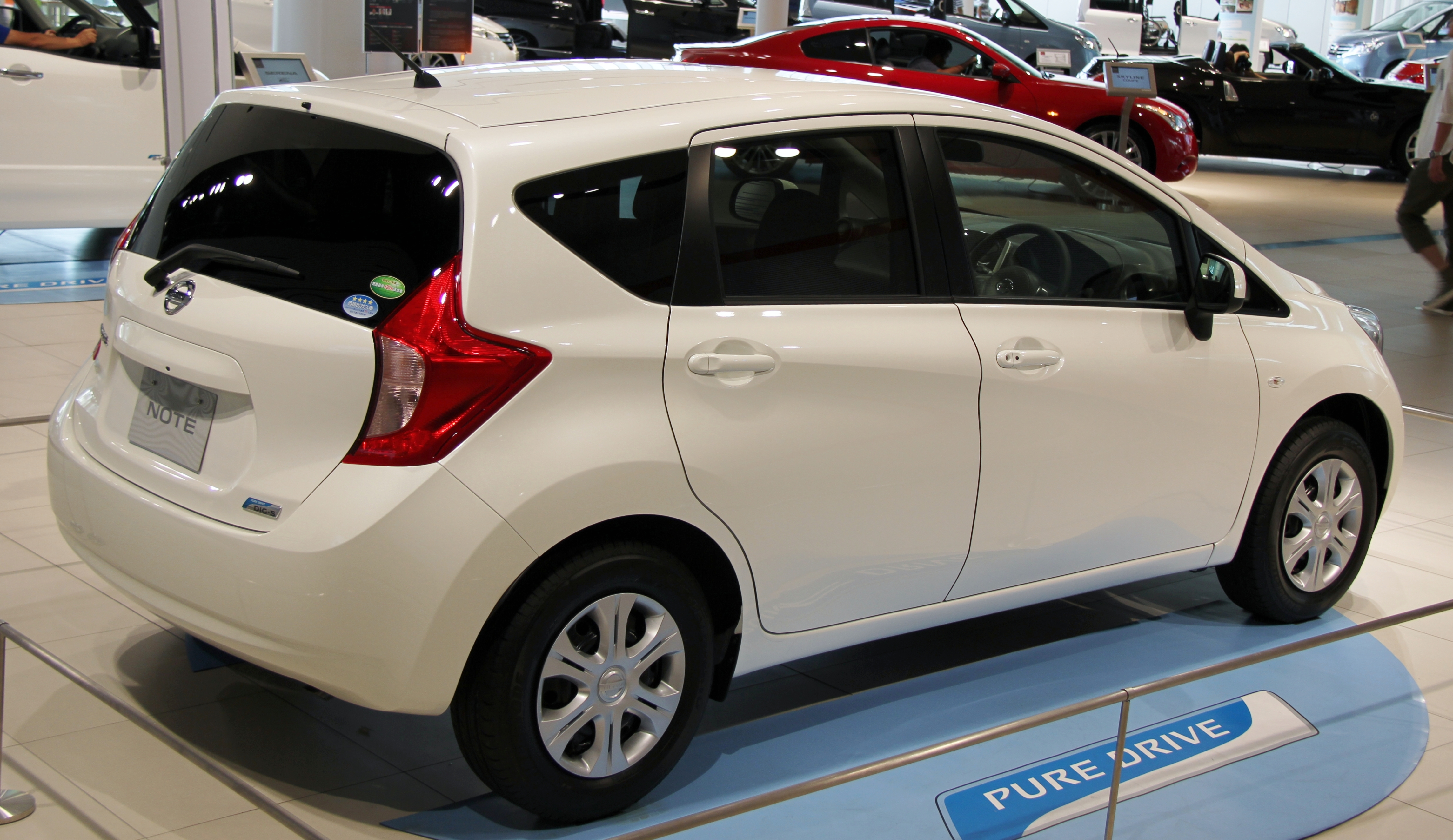
노트 전기형 후면부

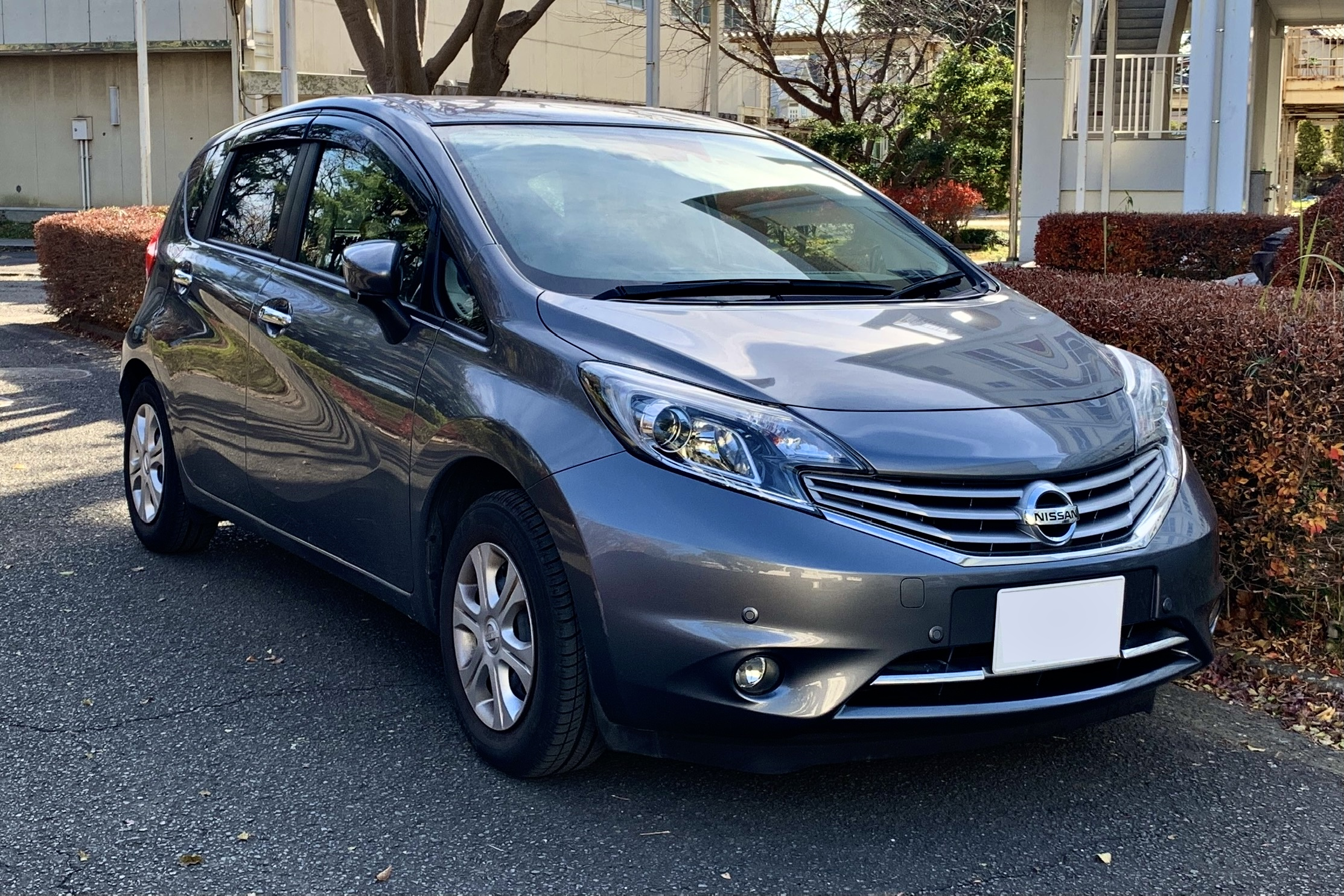
노트 메달리스트 전기형 전면부

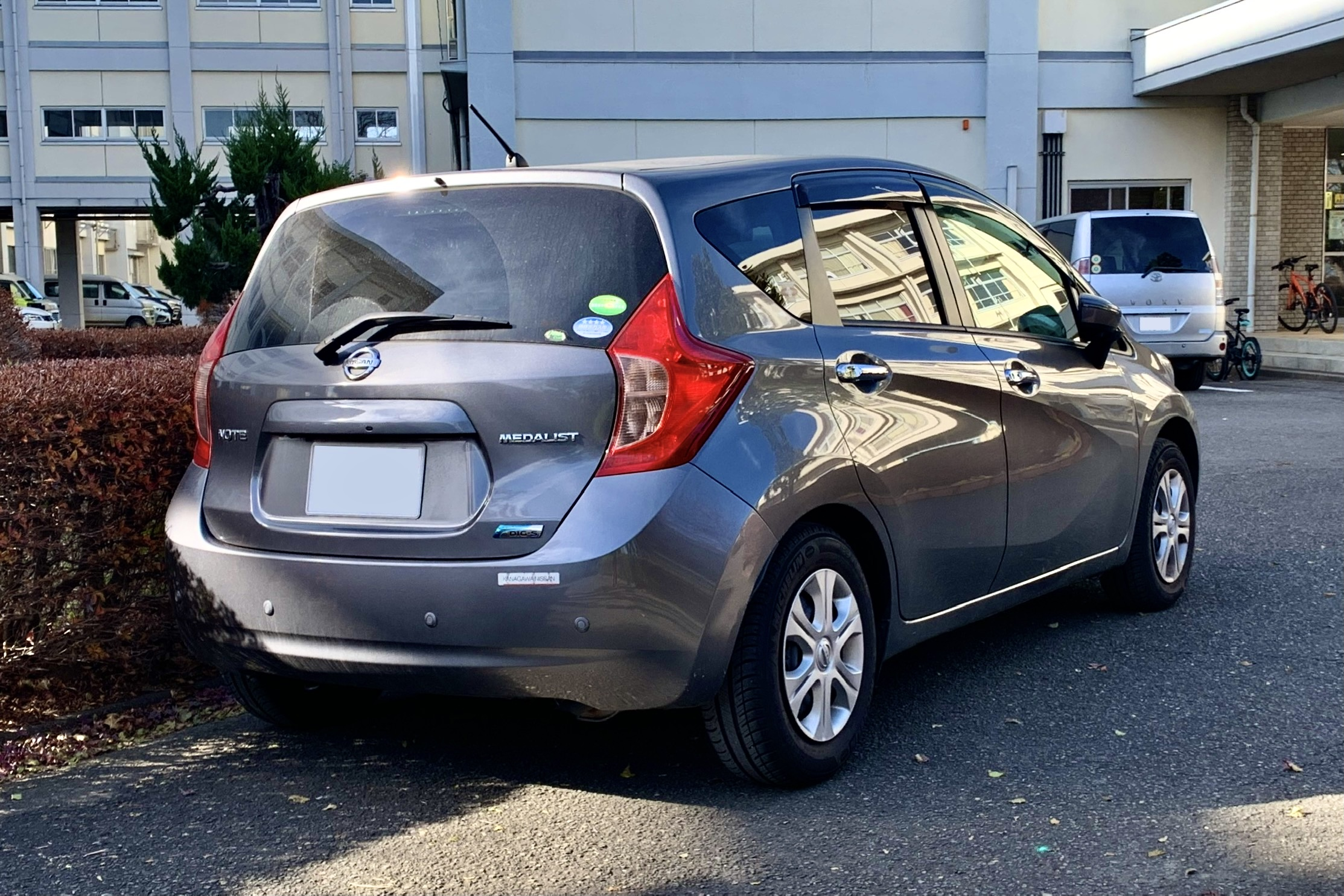
노트 메달리스트 전기형 후면부

2012년 7월 16일 요코하마에서 글로벌 컴팩트 카로 최초 공개되었고, 8월 28일에 공식 발표를 거친 뒤 9월 3일부터 판매를 개시했다. 기존의 1.5 & 1.6L 직렬 4기통 엔진에서 1.2L 직렬 3기통 엔진으로 다운사이징하면서 직분사 미러 사이클 엔진과 고효율 슈퍼차저를 조합했다. 생산 공장은 오파마 공장 대신 규슈 공장으로 변경되었다. 또한 이 세대부터는 북미 시장에도 진출하면서 멕시코 아과스칼렌티스에 위치한 공장에서도 생산되며, 베르사 노트라는 명칭으로 판매되었다. 그리고 전 세대와 달리, 메달리스트라는 고급 사양이 신설되었다. 2014년 7월 28일에는 고성능 사양인 니스모도 추가되었다. 2016년 11월 2일 페이스리프트를 거치면서 닛산의 V모션 룩을 적용하였고, 하이브리드 사양인 노트 e-파워가 추가되었다. 또한, 니스모 사양은 12월 12일에 페이스리프트되었다. 노트 e-파워가 경자동차보다도 높은 인기를 끌어서, 이 사례가 닛산이 e-파워 차량의 추가하는 것의 계기가 됨과 동시에 노트를 다시 주목하면서 재평가하기도 하였다. 또한 생산 공장도 다시 오파마 공장으로 회귀하였다. 다만 유럽에서는 2017년 출시된 K14형 마이크라와 통합되면서 판매가 중단되었고, 북미에서는 갈수록 하락하는 소형차의 인기로 인해 2019년에 판매를 중단하였다. 그리고 태국에서도 생산이 진행되면서 동남아시아 시장에 진출하였다.

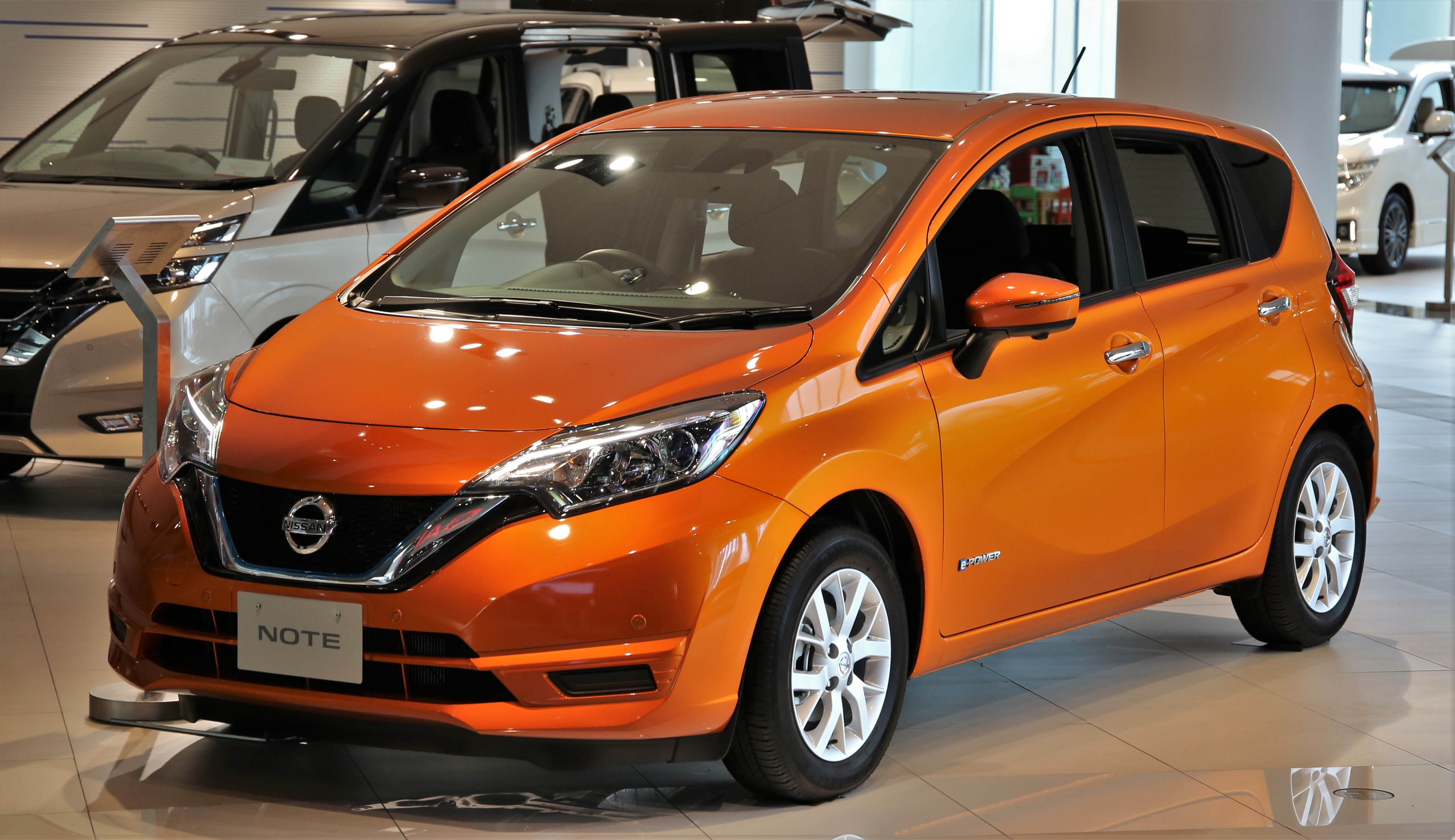
노트 후기형 전면부
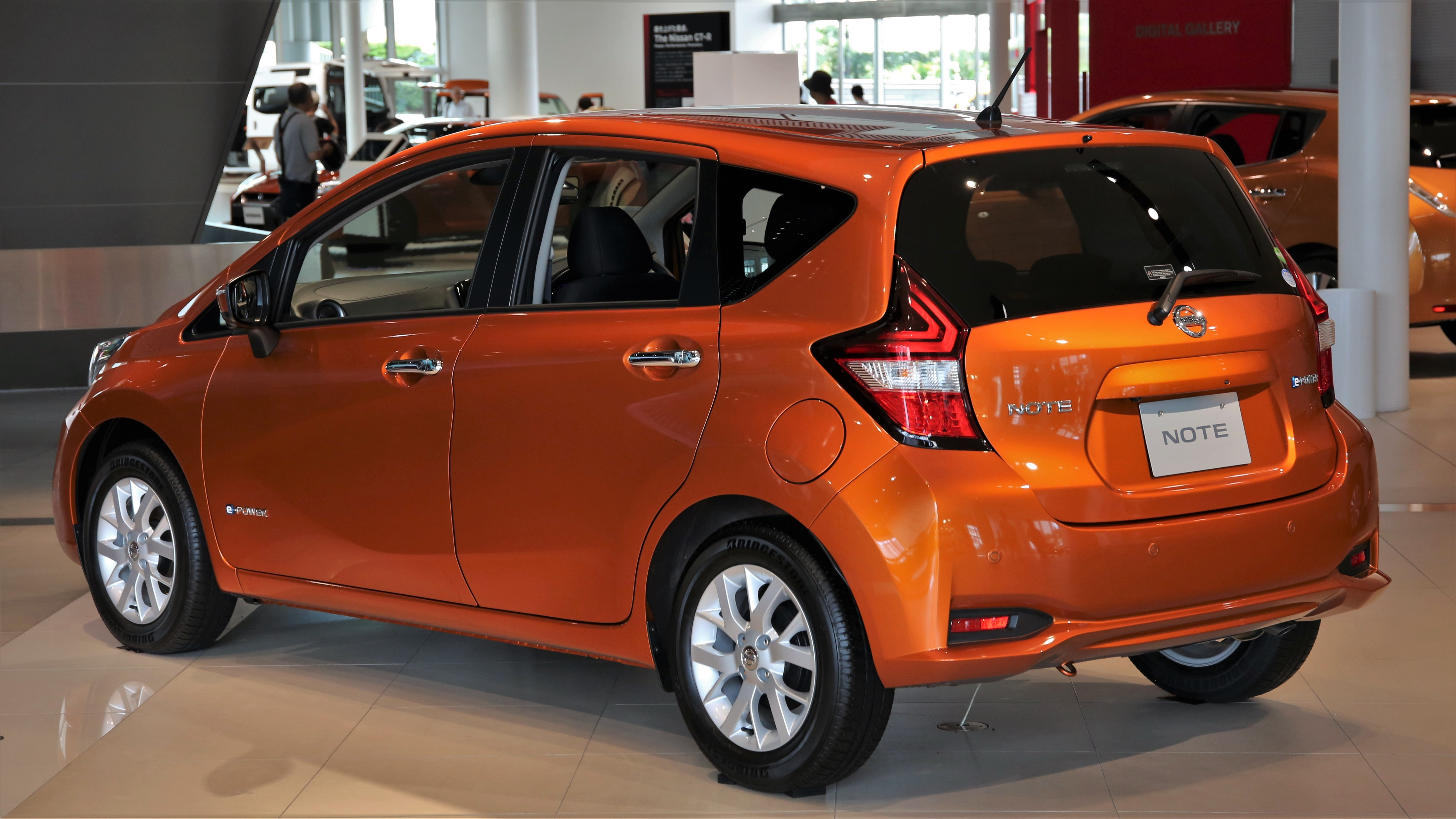
노트 후기형 후면부
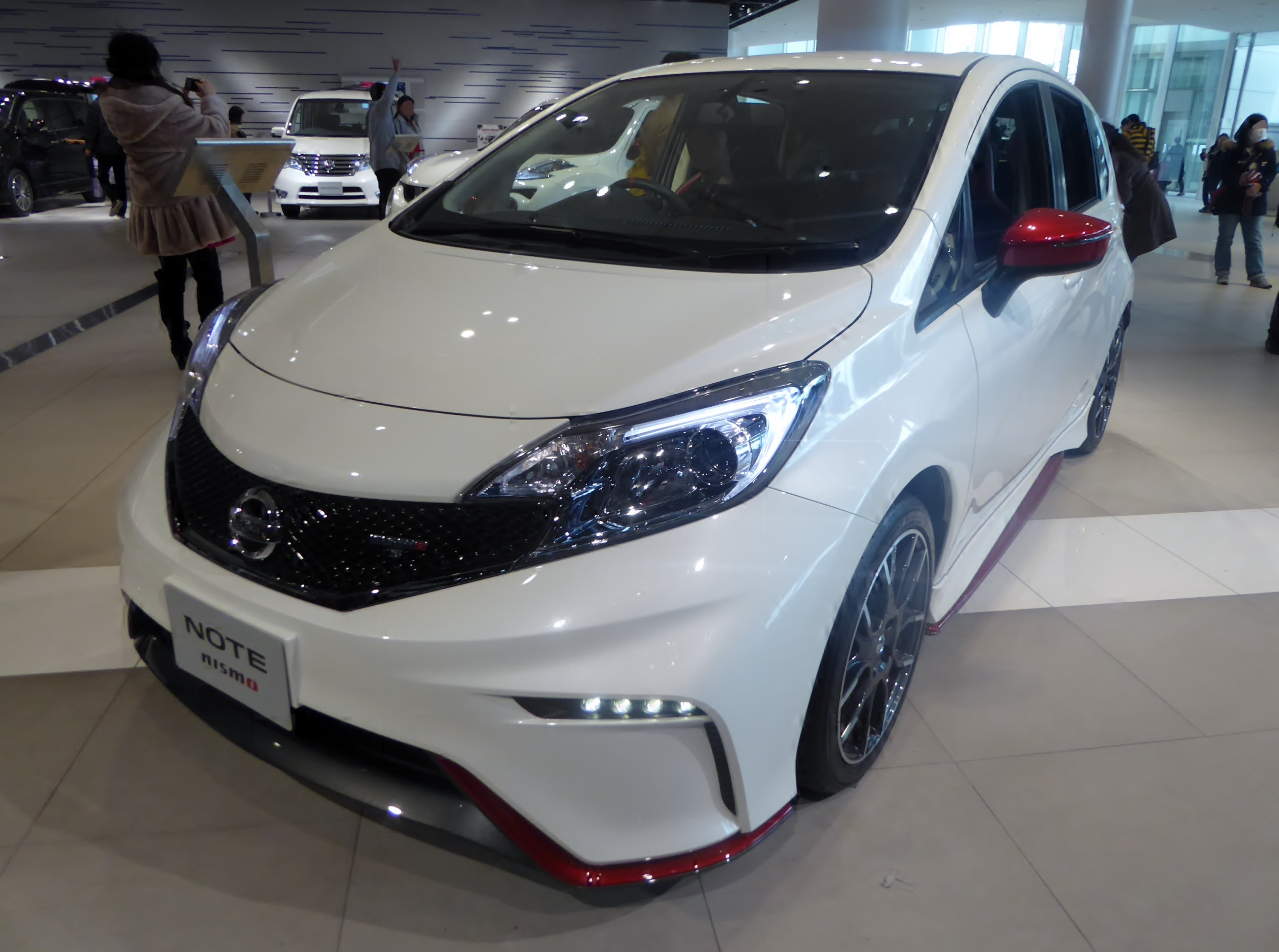
노트 니스모 전기형 전면부
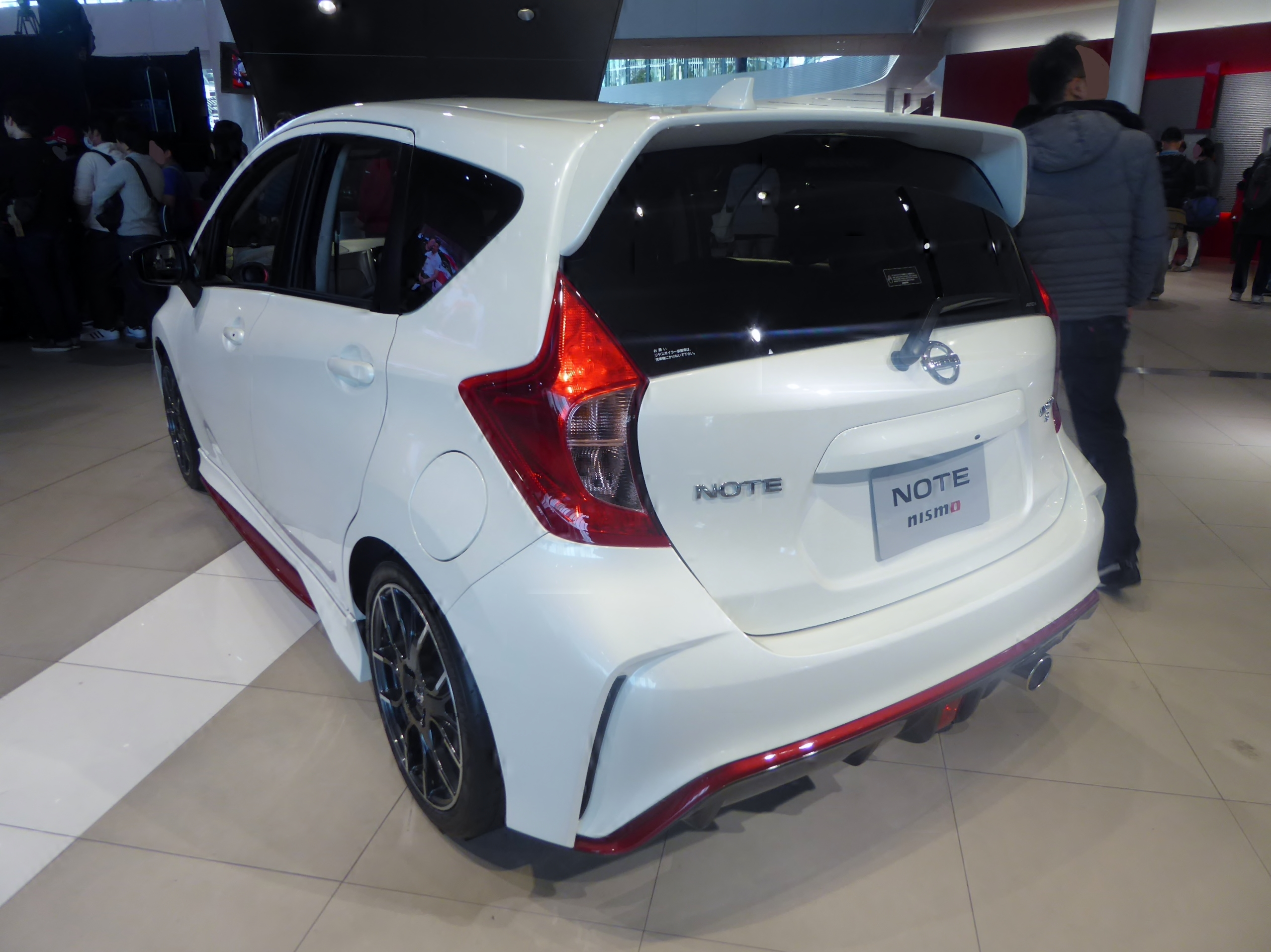
노트 니스모 전기형 후면부
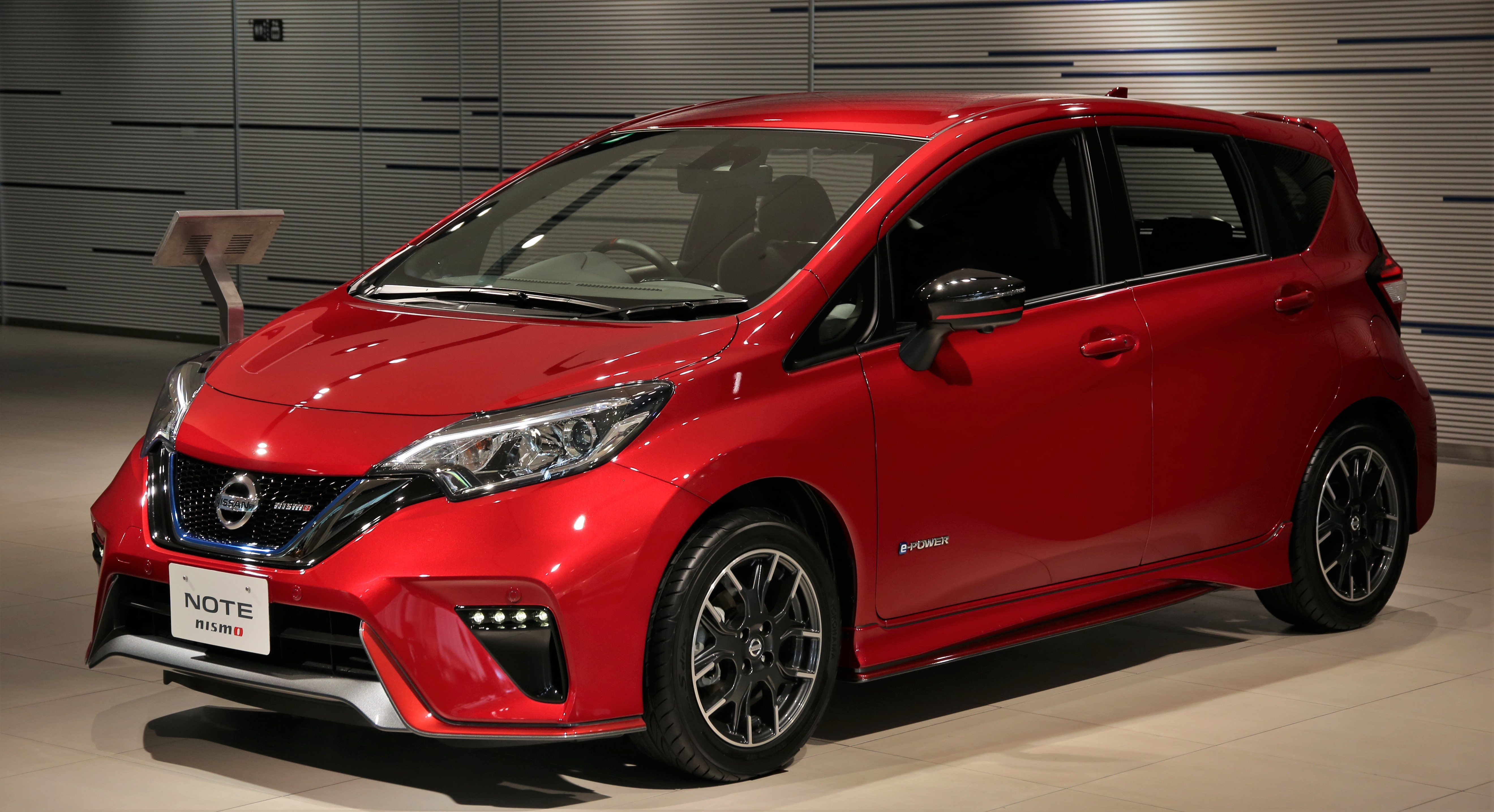
노트 니스모 후기형 전면부
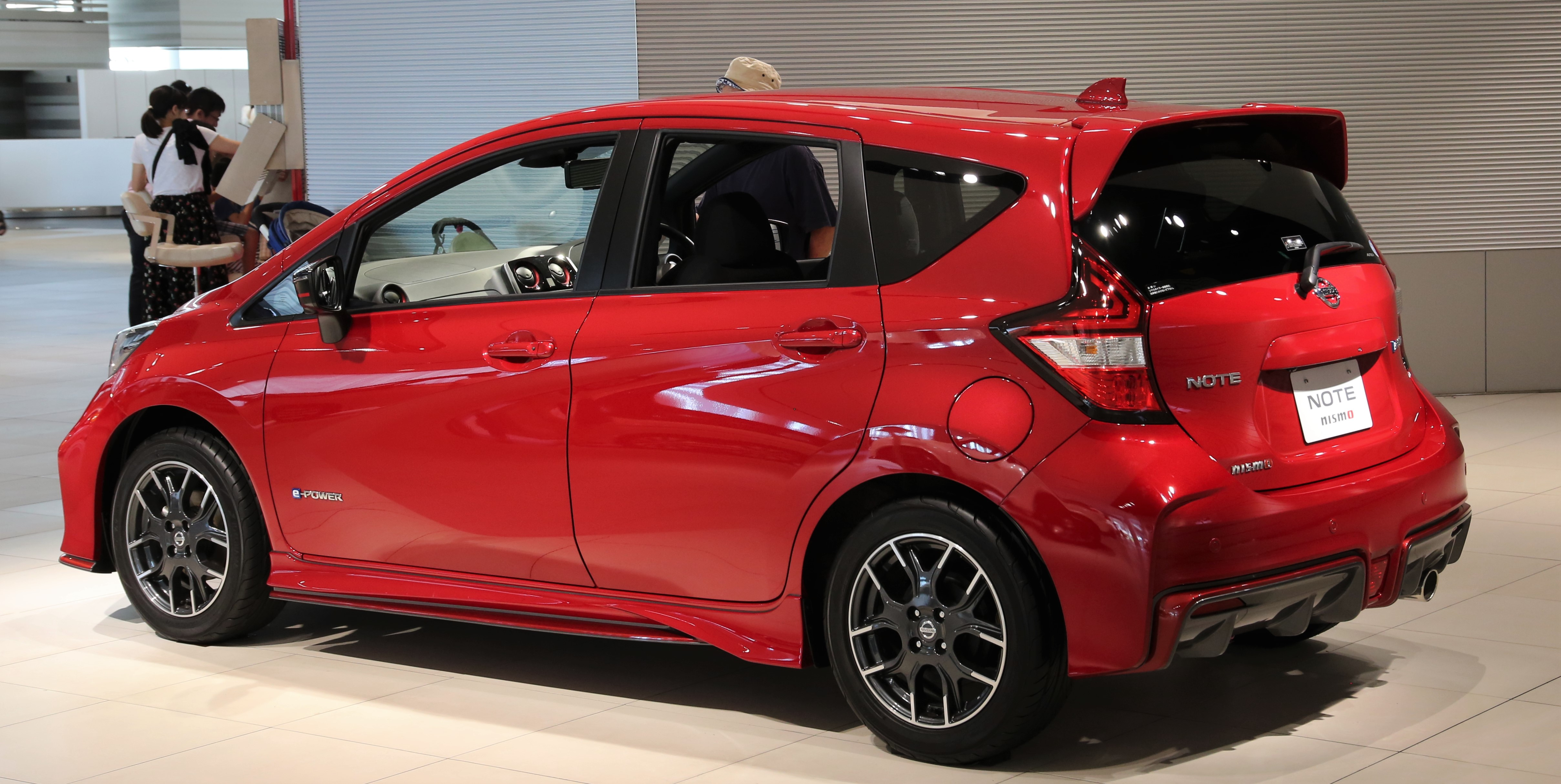
노트 후기형 니스모 후면부

## 3세대

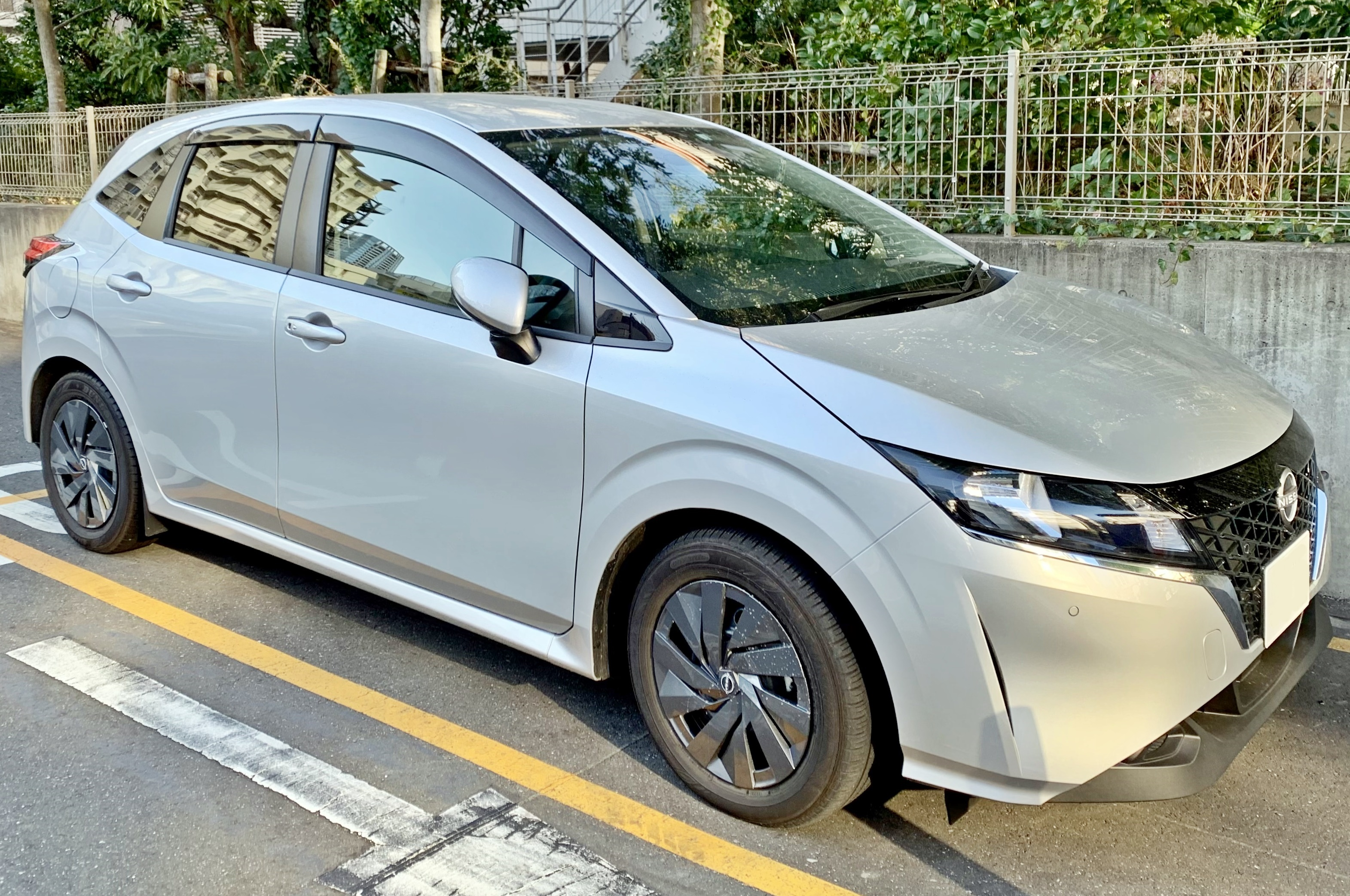
노트 전면부

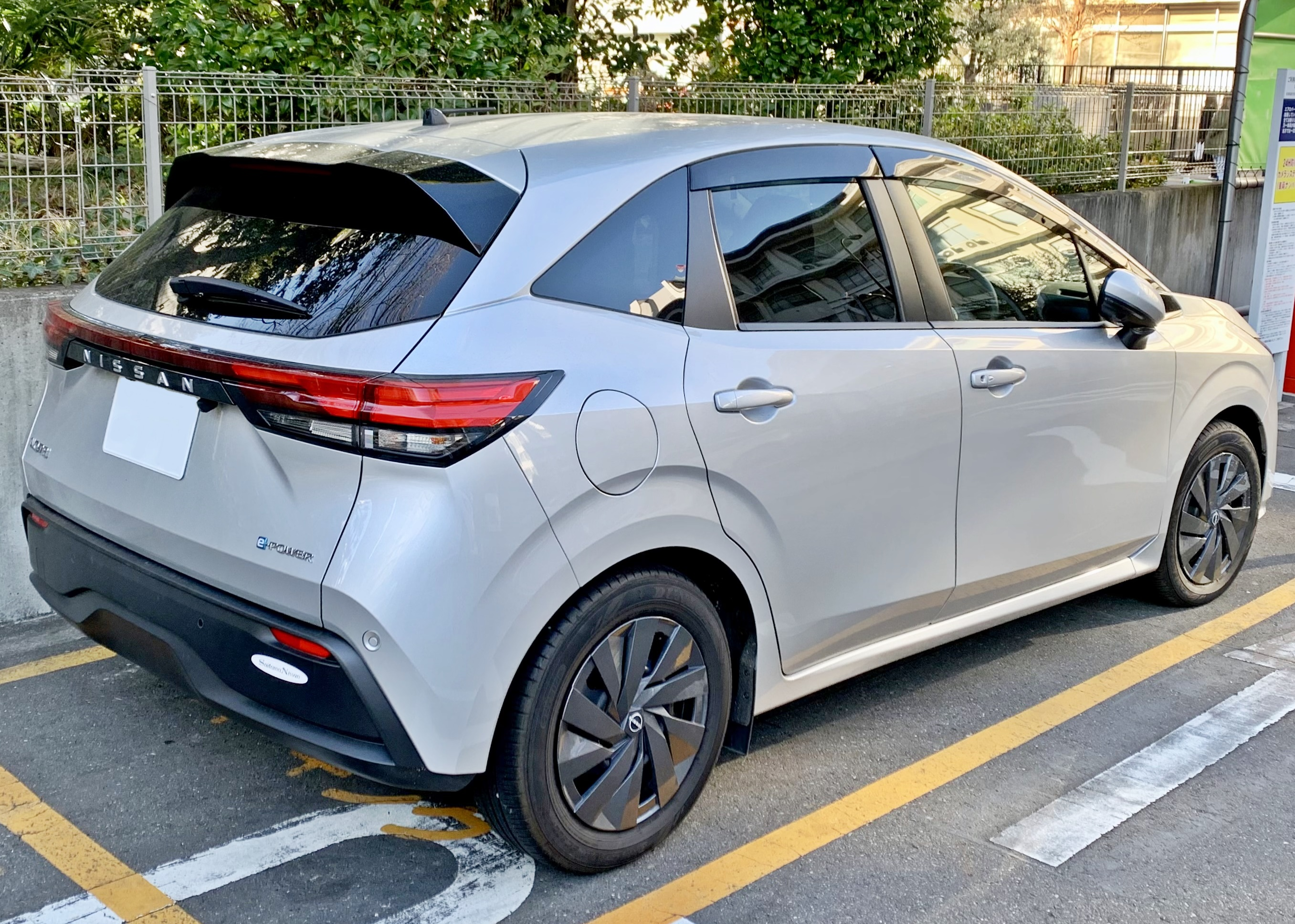
노트 후면부

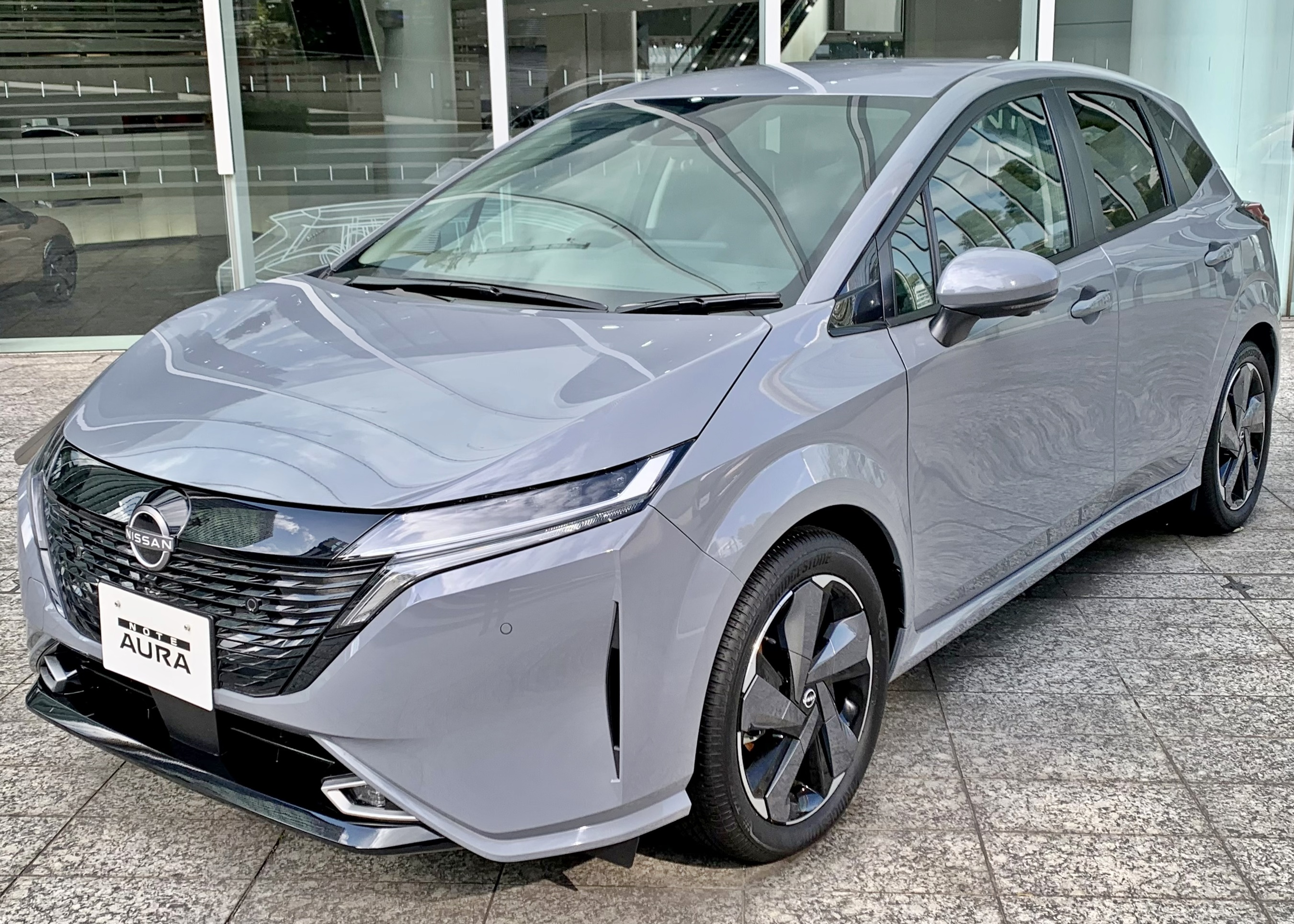
노트 오라 전면부

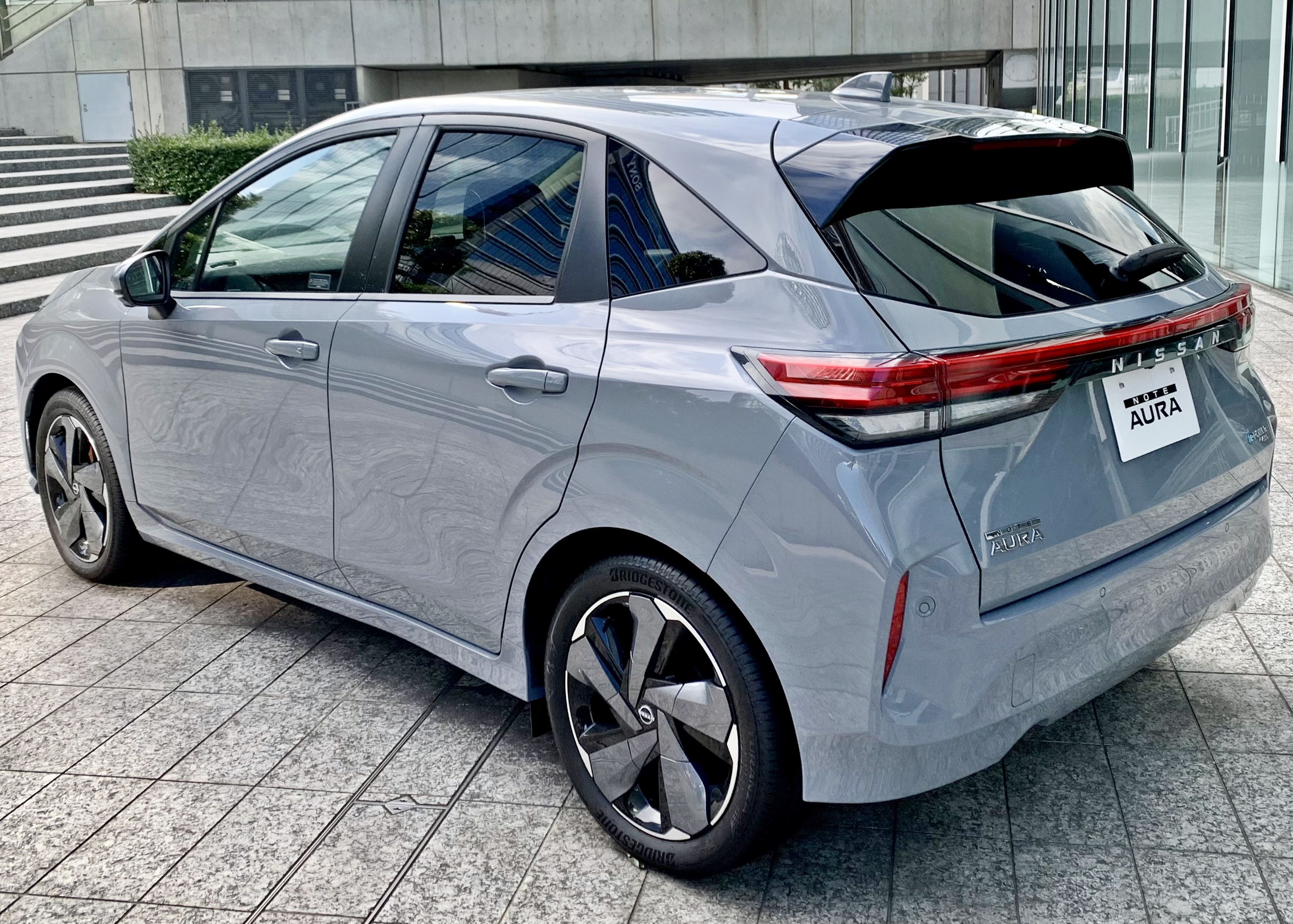
노트 오라 후면부

2020년 11월 24일에 발표되었고 12월 23일부터 판매되었으며, 이 세대부터는 파워트레인을 오직 e-파워로만 편성하였다. 르노와 닛산이 공동개발한 모듈형 플랫폼인 CMF-B가 탑재되었다. 고급형 사양의 서브네임은 메달리스트에서 오라로 변경되었으며, 기존 모델보다 조금 커져서 3넘버 차량으로 분류되었다. 그리고 2021년 8월 17일에 발표된 노트 오라 니스모는 이 사양을 기반으로 하였다. 10월 7일에는 오텍 사양을 기반으로 한 크로스오버인 오텍 크로스오버가 발매되었고, 10월 20일에는 노트 오라와 함께 굿 디자인 상을 수상하였다. 2023년 12월에는 마이너체인지를 개시하였으며, 그릴과 휠 패턴, 실내 디테일이 변경되었다.

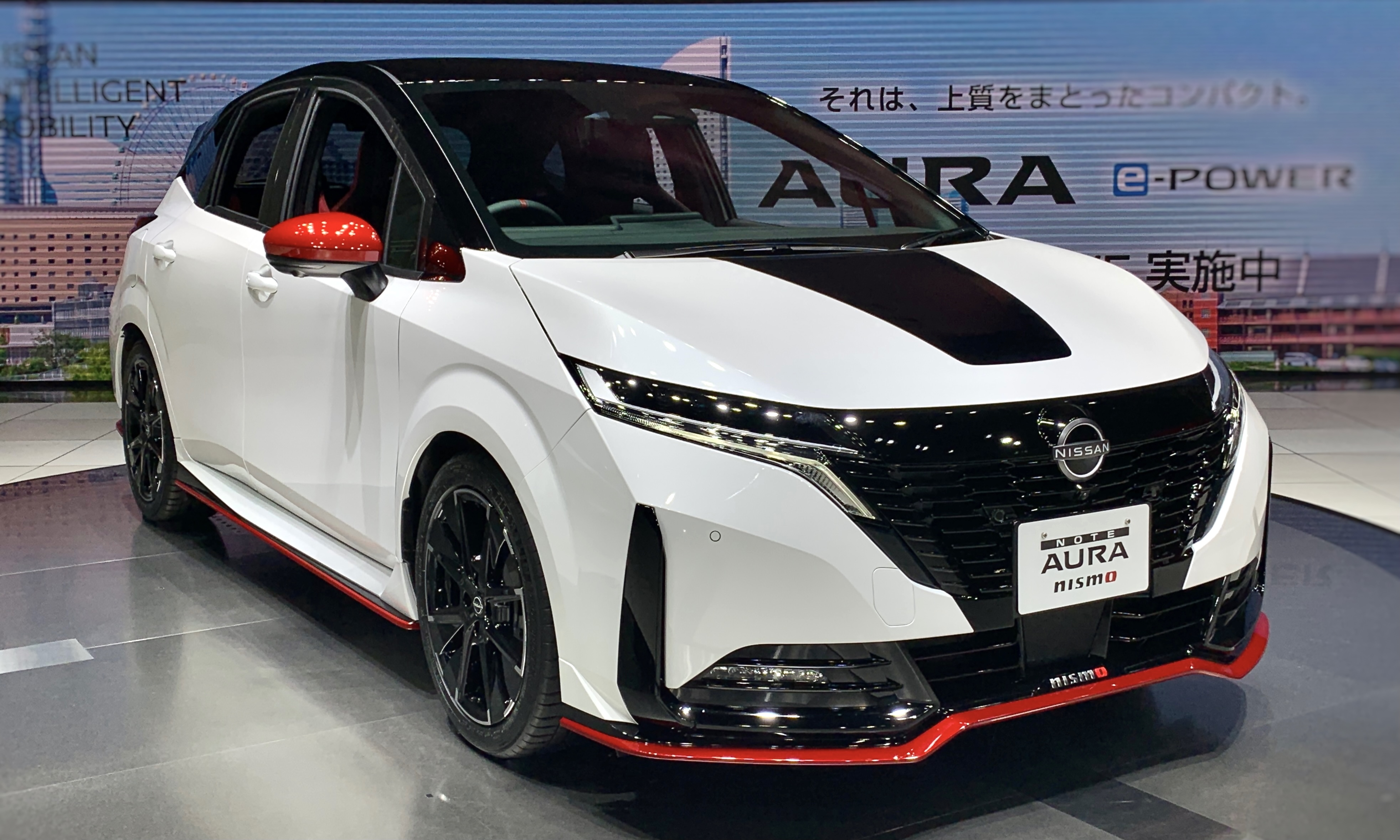
노트 오라 니스모 전면부
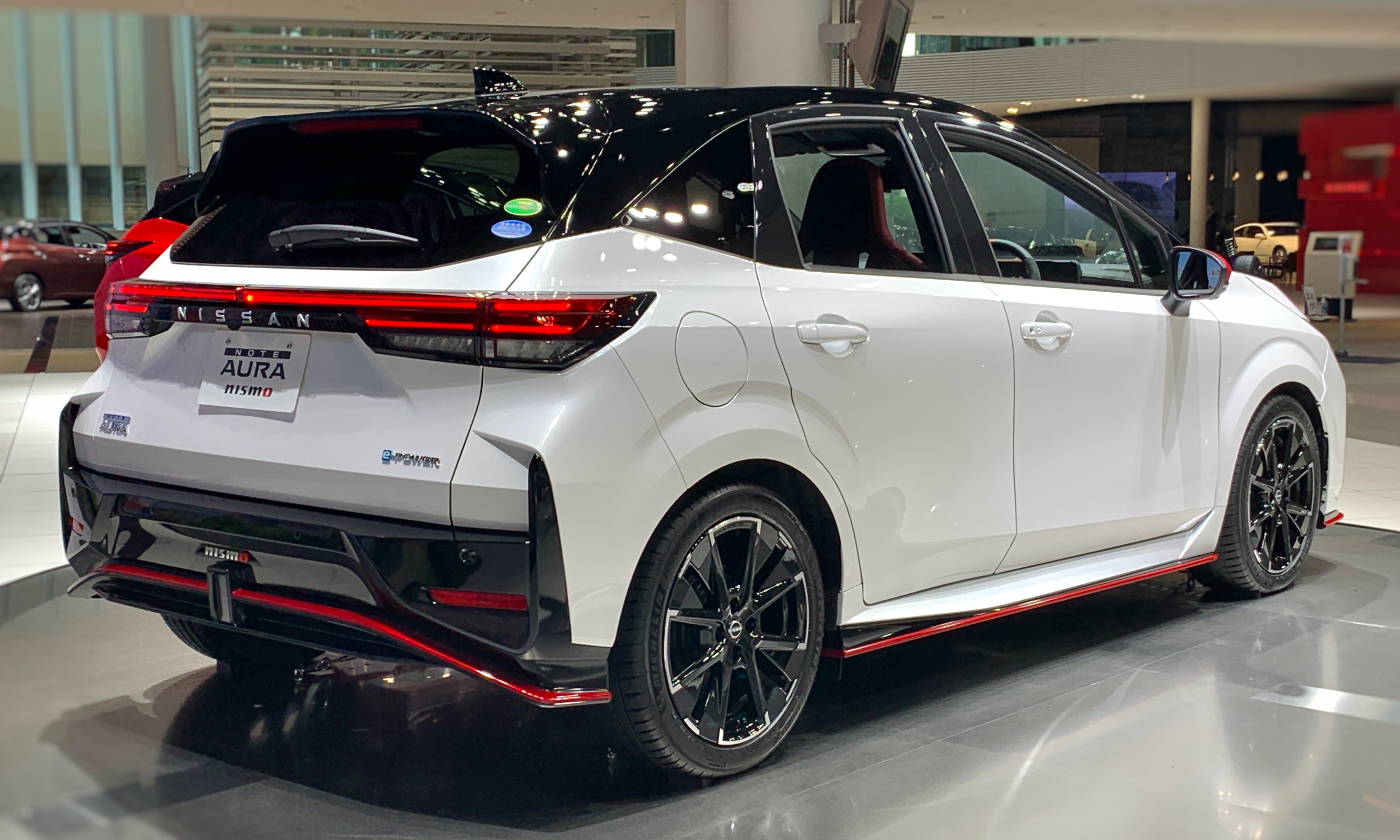
노트 오라 니스모 후면부

## 경쟁 차종
- 토요타 - 야리스, 아쿠아
- 혼다 - 피트
- 마쓰다 - 2
- 미쓰비시 - 미라쥬
- 르노 - 클리오
- 푸조 - 208